# Positions
Positions é o sexto álbum de estúdio da cantora e compositora estadunidense Ariana Grande, lançado em 30 de outubro de 2020, através da Republic Records. Grande trabalhou com vários produtores no álbum, incluindo o colaborador frequente Tommy Brown, acompanhado das co-compositoras de longa data Victoria Monét e Tayla Parx. Inspirada por sua "cura emocional", Grande desejava enfatizar seus vocais no álbum.
Construído em torno de temas de intimidade sexual, atração e devoção romântica, Positions expande o sons trap, R&B e pop de seus antecessores Sweetener (2018) e Thank U, Next (2019). O álbum conta com colaborações de Grande com Doja Cat, The Weeknd, Ty Dolla Sign e Megan Thee Stallion. Após seu lançamento, Positions foi recebido com avaliações favoráveis pelos críticos musicais; a performance vocal de Grande foi aclamada, apesar das letras e estilo de produção do álbum terem sido criticados. Várias publicações incluíram o álbum nas listas de melhores álbuns de 2020.
A faixa-título foi lançada como o primeiro single e estreou no topo da Billboard Hot 100, rendendo à Grande seu quinto single número um nos Estados Unidos e fazendo dela o primeiro ato musical com cinco estreias no primeiro lugar da tabela. A canção foi seu terceiro número um da Hot 100 em 2020, depois de "Stuck with U" e "Rain on Me", suas colaborações com Justin Bieber e Lady Gaga, respectivamente. Todas as 14 faixas do álbum entraram simultaneamente na Hot 100, com o segundo single, "34+35", alcançando o número oito na parada, e atingindo o número dois após o lançamento de seu remix com Doja Cat e Megan Thee Stallion. Em 2021, cinco meses após o lançamento da versão deluxe do álbum, Grande fez uma série de performances de algumas de suas faixas, apresentadas pela Vevo, e lançou "POV" às rádios estadunidenses como terceiro single.
Com a estreia de Positions no topo da Billboard 200, Grande conquistou seu quinto álbum número um nos Estados Unidos. Passou duas semanas em número um no país, recebeu o certificado de platina pela Recording Industry Association of America (RIAA) e tornou-se o oitavo álbum mais consumido de 2021 nos Estados Unidos. Em outras regiões, o álbum alcançou o topo das tabelas da Argentina, Canadá, Croácia, Irlanda, Lituânia, Nova Zelândia, Noruega e Reino Unido. Positions foi indicado ao prêmio de Melhor Álbum Vocal de Pop no Grammy Awards de 2022; Grande empatou com Kelly Clarkson com o maior número de indicações na categoria, ambas com cinco.

## Antecedentes
Em 19 de abril de 2020, foi divulgado pela primeira vez que a Ariana Grande estava trabalhando em novas músicas. Ela também revelou em maio de 2020 que havia gravado uma canção com Doja Cat no início daquele ano. Na mesma entrevista, no entanto, Grande revelou que não lançaria um álbum durante a quarentena causada pela pandemia de COVID-19. Em 14 de outubro de 2020, Grande anunciou nas redes sociais que seu próximo sexto álbum de estúdio seria lançado no mesmo mês. Três dias depois, ela publicou um vídeo em câmera lenta no qual ela digita a palavra "positions" (em língua portuguesa: "posições") em um teclado. Nesse mesmo dia, uma contagem regressiva começou no site oficial de Grande com as datas 23 de outubro de 2020 e 30 de outubro de 2020. Em 23 de outubro de 2020, ela confirmou através de sua página oficial no Twitter que o álbum seria lançado em 30 de outubro e divulgou a capa. No dia seguinte, ela divulgou a lista de faixas. O álbum contém três capas diferentes. Cada uma delas são fotos de Grande em preto e branco, com poses variadas. As fotos foram fotografadas por Dave Meyers (que também dirigiu o vídeoclipe da faixa-título), com direção criativa de Stefan Kohli.

## Lançamento e promoção
Em 27 de outubro de 2020, Grande anunciou que CDs de edição limitada de Positions com duas capas alternativas serão lançados em conjunto com o álbum, e foram disponibilizados para pré-venda no site de Grande. Em 30 de outubro de 2020, uma quantidade limitada de CDs da edição padrão de Positions, autografados por Grande, foram disponibilizados no site.
Em 9 de abril de 2021, a artista disponibilizou em sua loja digital uma edição especial de vinil com cor que brilha no escuro. Junto ao lançamento da versão deluxe do álbum, foram disponibilizados diversos produtos especiais, incluindo uma edição em vinil com cor transparente e detalhes em magenta, uma versão com faixas bônus e um box com brindes, como, fotos estilo "polaroid", tatuagens temporárias e o CD físico.

### Turnê
Em 01 de agosto de 2021, Grande anunciou oficialmente a Rift Tour, em promoção de seus álbuns Yours Truly, Dangerous Woman, Sweetener, Thank U, Next e Positions. A turnê começou em 06 de agosto de 2021 e durou 3 dias de apresentação online dentro do jogo Fortnite. Foi a mais curta turnê da cantora em toda a sua discografia. No show, Ariana cantou alguns de seus maiores hits como 7 Rings e The Way (parceria com Mac Miller), incluindo a segunda peformance mundial do single Positions.

### Singles
A faixa-título "Positions" juntamente com seu videoclipe foi lançada em 23 de outubro de 2020, como o primeiro single do álbum. Estreou no topo da Billboard Hot 100 dos EUA, tornando-se seu quinto single número no EUA e estendendo seu recorde de ser a primeira artista a ter cinco singles estreando no número um na parada.
"34+35" foi lançada em 30 de outubro de 2020, servindo como o segundo single do álbum. Estreou em oitavo lugar na Hot 100. Em 15 de janeiro de 2021, um remix de "34+35" foi lançado, contendo a participação das rappers Doja Cat e Megan Thee Stallion, que acabou sendo incluída na versão deluxe do álbum.

## Lista de faixas
| Positions – Edição padrão |                                       |                                                                                                   |                                            |         |  |
| N.º                       | Título                                | Compositor(es)                                                                                    | Produtor(es)                               | Duração |  |
| 1.                        | "Shut Up"                             | Ariana Grande Tayla Parx Michael Foster Tommy Brown Steven Franks Peter Lee Johnson Travis Sayles | Brown Mr. Franks Sayles Johnson            | 2:37    |  |
| 2.                        | "34+35"                               | Grande Scott Nicholson Parx Victoria Monét Brown Franks Johnson Xavier Herrera Albert Stanaj      | Brown Franks Xavi Johnson                  | 2:53    |  |
| 3.                        | "Motive" (part. de Doja Cat)          | Grande Amala Dlamini Monét Nija Charles Brown Franks James McIntyre Shane Lindstrom               | Brown Murda Beatz Franks Joseph L'Étranger | 2:48    |  |
| 4.                        | "Just Like Magic"                     | Grande Priscilla Renea Brown Franks Shea Taylor                                                   | Brown Franks Taylor                        | 2:29    |  |
| 5.                        | "Off the Table" (part. de The Weeknd) | Grande Abel Tesfaye Brown Franks Sayles Shintaro Yasuda                                           | Brown Shintaro Franks Sayles               | 4:00    |  |
| 6.                        | "Six Thirty"                          | Grande Renea Brown Franks Taylor Dylan Teixeira                                                   | Brown Franks Taylor Nami                   | 3:03    |  |
| 7.                        | "Safety Net" (part. de Ty Dolla $ign) | Grande Tyrone Griffin Jr. Brown Leon Thomas III Silas Doss                                        | Brown The Rascals Keys Open Doors          | 3:28    |  |
| 8.                        | "My Hair"                             | Grande Monét Parx Scott Storch Anthony M. Jones Charles Anderson                                  | Brown Storch Jones Scootie                 | 2:38    |  |
| 9.                        | "Nasty"                               | Grande Monét Brown Sayles Thomas Teixeira Riddick-Tynes                                           | Brown The Rascals Sayles Nami              | 3:20    |  |
| 10.                       | "West Side"                           | Grande Monét Brown Herrera Ammar Junedi                                                           | Brown Xavi Junedi                          | 2:12    |  |
| 11.                       | "Love Language"                       | Grande Monét Parx Kam Parker Brown Sayles Tommy Parker                                            | Brown Sayles T. Parker                     | 2:59    |  |
| 12.                       | "Positions"                           | Grande Angelina Barrett Brown Franks Charles London Holmes James Jarvis Brian Vincent Bates       | Brown Franks London on da Track            | 2:52    |  |
| 13.                       | "Obvious"                             | Grande Charles Brown Franks Charles Sayles Johnson Ryan Tedder Josh Conerly                       | Brown Franks Sayles Conerly                | 2:27    |  |
| 14.                       | "POV"                                 | Grande Parx Brown Franks Parx Oliver Frid                                                         | Brown Franks Frid                          | 3:21    |  |
| Duração total:            | Duração total:                        | Duração total:                                                                                    | Duração total:                             | 41:14   |  |

| Positions – Edição deluxe |                                                           |                                                                             |                                                  |         |  |
| N.º                       | Título                                                    | Compositor(es)                                                              | Produtor(es)                                     | Duração |  |
| 15.                       | "Someone Like U" (interlúdio)                             | Grande Brown Sayles Marqueze Parker Sam Wishkoski Andrew Wansel             | Brown Pop Wansel Sam Wish Marqueze Parker Sayles | 1:16    |  |
| 16.                       | "Test Drive"                                              | Grande Monét Parx Brown Franks Parx Monét Lindstrom Zachary Foster          | Brown Franks Murda Beatz Foster                  | 2:02    |  |
| 17.                       | "34+35" (Remix) (part. de Doja Cat e Megan Thee Stallion) | Grande Dlamini Megan Pete Nicholson Parx Monét Brown Franks Johnson Herrera | Brown Franks Xavi Johnson                        | 3:03    |  |
| 18.                       | "Worst Behavior"                                          | Grande Parx Brown Franks T. Parker                                          | Brown Franks T. Parker                           | 2:04    |  |
| 19.                       | "Main Thing"                                              | Grande Brown Franks Sayles Herrera Conerly Yonatan Watts                    | Brown Franks Xavi Sayles Conerly Yonatan Watts   | 2:09    |  |
| Duração total:            | Duração total:                                            | Duração total:                                                              | Duração total:                                   | 51:41   |  |

Notas
- Todas as faixas são estilizadas em letras minúsculas.

## Desempenho comercial
| Tabela musical (2020)                | Melhor posição |
| ------------------------------------ | -------------- |
| Alemanha (GfK Entertainment Charts)  | 7              |
| Argentina (CAPIF)                    | 1              |
| Austrália (ARIA)                     | 2              |
| Austrália (Ö3 Austria)               | 5              |
| Bélgica (Ultratop da Valônia)        | 9              |
| Bélgica (Ultratop de Flandres)       | 3              |
| Canadá (Billboard Canadian Albums)   | 1              |
| Chéquia (ČNS IFPI)                   | 5              |
| Croácia (International Albums — HDU) | 4              |
| Dinamarca (Hitlisten)                | 2              |
| Escócia (Scottish Albums Chart)      | 6              |
| Eslováquia (ČNS IFPI)                | 3              |
| Espanha (PROMUSICAE)                 | 5              |
| Estados Unidos (Billboard 200)       | 1              |
| Finlândia (Suomen virallinen lista)  | 4              |
| França (SNEP)                        | 8              |
| Hungria (MAHASZ)                     | 32             |
| Irlanda (IRMA)                       | 1              |
| Itália (FIMI)                        | 8              |
| Japão (Hot Albums — Billboard Japan) | 15             |
| Japão (Oricon)                       | 21             |
| Lituânia (AGATA)                     | 1              |
| Noruega (VG-lista)                   | 1              |
| Nova Zelândia (Recorded Music NZ)    | 1              |
| Países Baixos (MegaCharts)           | 2              |
| Polónia (ZPAV)                       | 2              |
| Portugal (AFP)                       | 3              |
| Reino Unido (UK Albums Chart)        | 1              |
| Suécia (Sverigetopplistan)           | 3              |
| Suíça (Schweizer Hitparade)          | 4              |

## Certificações
| Região | Certificação | Vendas  |
| --- | ------------ | ------- |
| Reino Unido (BPI) | Prata        | 60.000‡ |
| *vendas baseadas apenas na certificação ^distribuições baseadas apenas na certificação ‡números de vendas+streaming baseados apenas na certificação |              |         |